# Lacaria sperryi
Lacaria sperryi är en fjärilsart som beskrevs av Orfila och Schajovski 1960. Lacaria sperryi ingår i släktet Lacaria och familjen mätare. Inga underarter finns listade i Catalogue of Life.